# Macaco-barrigudo-cinzento
Macaco-barrigudo-cinzento (Lagothrix lagothricha cana) é uma subespécie de primata do Novo Mundo. Habita a América do Sul, mais especificamente a Bolívia, Brasil e Peru.